# Francesca di Braganza
Donna Francesca di Braganza (Rio de Janeiro, 2 agosto 1824 – Parigi, 27 marzo 1898) fu una principessa dell'Impero del Brasile. Era una delle figlie dell'imperatore don Pietro I, che regnò anche come re Pietro IV del Portogallo, e della sua prima moglie donna Maria Leopoldina. Sposò un figlio di Luigi Filippo I ed ebbe tre figli. Attraverso la sua unica figlia sopravvissuta, è una antenata del principe Giovanni, conte di Parigi, l'attuale pretendente orleanista al trono francese e di Filippo VI di Spagna.

## Biografia

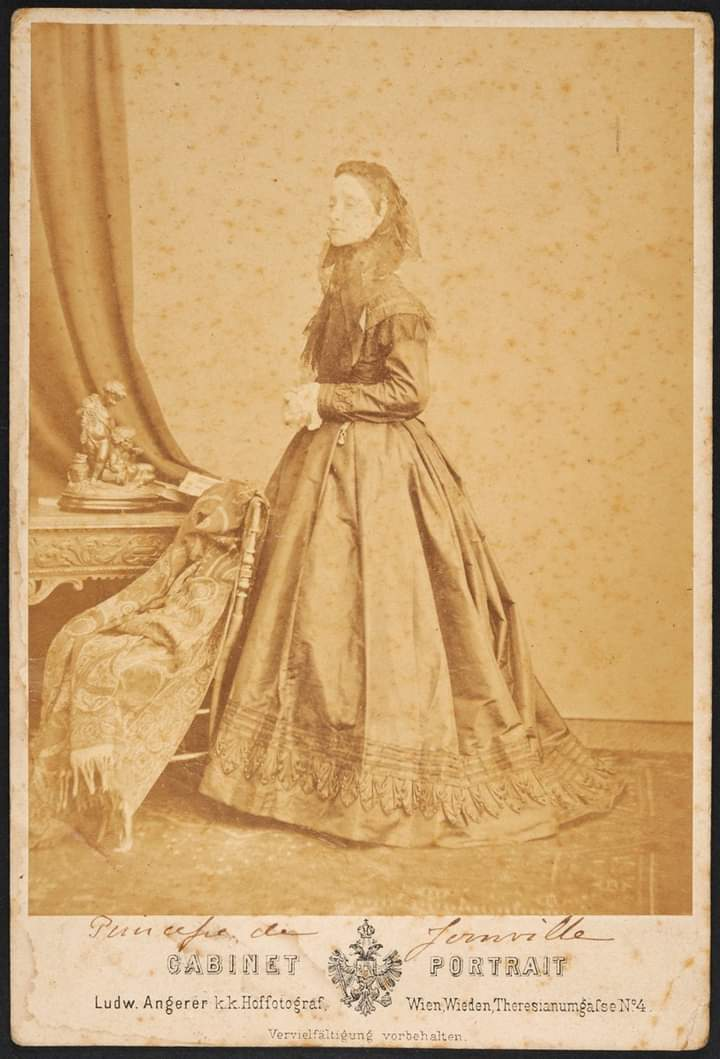
Francesca all'età di 44 anni, c.1868

Francesca nacque il 2 agosto 1824 nel Palazzo di São Cristóvão, a Rio de Janeiro, la capitale dell'Impero del Brasile. Il suo nome completo era Francisca Carolina Joana Carlota Leopoldina Romana Xavier de Paula Micaela Gabriela Rafaela Gonzaga. Attraverso suo padre, l'Imperatore Dom Pedro I, era un membro del ramo brasiliano del casato di Braganza (portoghese: Bragança) e ci si a lei rivolgeva utilizzando il titolo onorifico di "Dona" (Lady) dalla nascita. Sua madre era l'Arciduchessa Maria Leopoldina d'Austria, figlia di Francesco II, l'ultimo Imperatore del Sacro Romano Impero. Attraverso sua madre, Francesca era una nipote acquisita di Napoleone Bonaparte e cugina di primo grado di Napoleone II di Francia, Francesco Giuseppe I d'Austria e Don Massimiliano I del Messico.
Francesca crebbe assieme ai suoi fratelli Gennara, Paola e Pietro.
Perdette la madre quando non aveva ancora tre anni di vita e, a sette, vide il padre Pietro, la matrigna Amelia Augusta di Leuchtenberg e la sorella maggiore Maria, futura regina di Portogallo, partire per la città di Lisbona.
Francesca e i suoi fratelli ricevettero un'educazione molto rigorosa.

### Matrimonio
Nel 1837 Francesco d'Orléans (1818-1900), principe di Joinville, approdò in Brasile durante il suo viaggio verso l'Isola di Sant'Elena, dove si recava per recuperare i resti mortali dell'imperatore Napoleone Bonaparte per riportarli in Francia.

Durante lo scalo egli fu ricevuto da Pietro II e, in questa occasione, conobbe sua sorella, la giovane Francesca.
Francesco d'Orléans era un ammiraglio ed era figlio del re dei francesi Luigi Filippo di Francia (1773-1850) e della regina Maria Amalia di Borbone-Due Sicilie (1782-1866).

Ritornato in Brasile nel 1843 si sposò con la principessa Francesca il 1º maggio dello stesso anno.

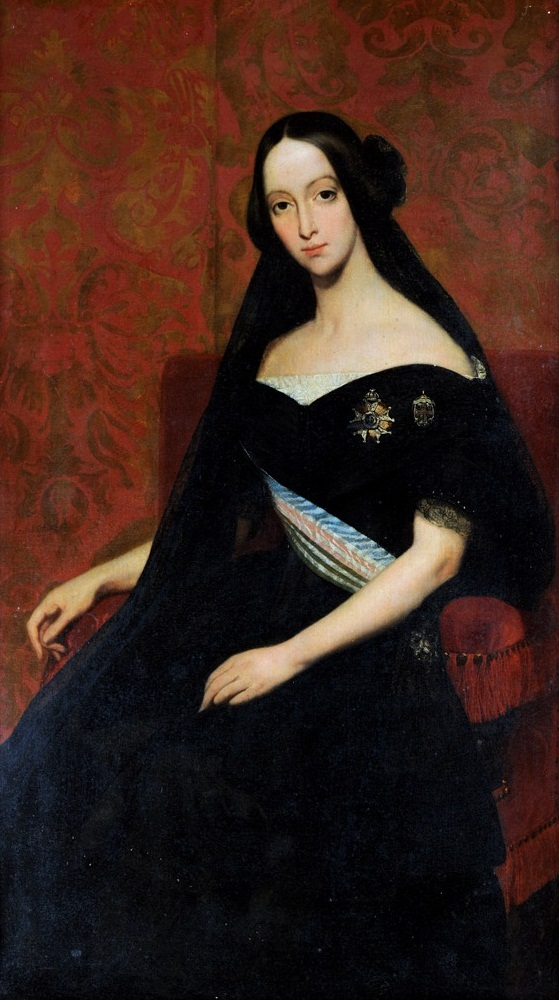
Francesca del Brasile, principessa di Joinville, ritratta da Ary Scheffer.

### Vita in Europa
Alla corte francese la colta e bella Francesca divenne una delle principesse più popolari, ed era chiamata La Belle Françoise.
Quando nel 1848 in Francia venne proclamata la Repubblica, tutti gli Orléans vennero esiliati. Dotata di spirito combattivo Francesca negoziò vigorosamente con i repubblicani la fuga della sua famiglia.
In esilio mantenne un'intensa e regolare corrispondenza con il fratello Pietro in Brasile.
In difficoltà economiche i Principi di Joinville vendettero le terre di Santa Catarina, che facevano parte della dote nuziale di Francesca, alla Companhia Colonizadora Alemã, il cui presidente era il senatore e ricco commerciante Christian Mathias Schroeder. Nacque così la Colonia Dona Francisca, che divenne in seguito Joinville, attualmente la maggiore città dello Stato di Santa Catarina.
Soprannominata famigliarmente dal fratello Pietro Mana Chica, Francesca si batté energicamente contro il divulgarsi del sentimento repubblicano in Brasile.
Nel 1864 inviò i principi Gastone d'Orléans, conte d'Eu, e Luigi Augusto di Sassonia-Coburgo-Kohary in Brasile, dove si sposarono rispettivamente con le sue nipoti Isabella e Leopoldina.

## Discendenza
Francesca e Francesco ebbero tre figli:
- Francesca Maria Amelia d'Orléans, principessa di Francia, nata il 14 agosto del 1844 e morta il 28 ottobre del 1925, sposò nel 1863 Roberto d'Orléans (1840-1910); essi furono i genitori del pretendente "Orleanista" al trono francese Giovanni duca di Guisa;
- Pietro Filippo Giovanni Maria d'Orléans, duca di Penthièvre, nato il 4 novembre del 1845 e morto il 17 novembre del 1919;
- un figlio nato e morto il 28 ottobre del 1849.

## Ascendenza
|                                       |                              |                                  | Genitori                            |  |  | Nonni |  |  | Bisnonni                  |  |  | Trisnonni                 |  |
|                                       |                              |                                  |                                     |  |  |       |  |  | Pietro III del Portogallo |  |  | Giovanni V del Portogallo |  |
|                                       |                              |                                  |                                     |  |  |       |  |  | Pietro III del Portogallo |  |  | Giovanni V del Portogallo |  |
|                                       |                              | Maria Anna d'Asburgo             |                                     |  |  |       |  |  | Pietro III del Portogallo |  |  |                           |  |
| Giovanni VI del Portogallo            |                              |                                  |                                     |  |  |       |  |  | Pietro III del Portogallo |  |  |                           |  |
|                                       |                              | Maria I del Portogallo           | Giuseppe I del Portogallo           |  |  |       |  |  |                           |  |  |                           |  |
|                                       |                              | Maria I del Portogallo           | Giuseppe I del Portogallo           |  |  |       |  |  |                           |  |  |                           |  |
|                                       |                              | Maria I del Portogallo           | Marianna Vittoria di Borbone-Spagna |  |  |       |  |  |                           |  |  |                           |  |
| Pietro I del Brasile                  |                              | Maria I del Portogallo           |                                     |  |  |       |  |  |                           |  |  |                           |  |
|                                       |                              | Carlo IV di Spagna               | Carlo III di Spagna                 |  |  |       |  |  |                           |  |  |                           |  |
|                                       |                              | Carlo IV di Spagna               | Carlo III di Spagna                 |  |  |       |  |  |                           |  |  |                           |  |
|                                       |                              | Carlo IV di Spagna               | Maria Amalia di Sassonia            |  |  |       |  |  |                           |  |  |                           |  |
| Carlotta Gioacchina di Borbone-Spagna |                              | Carlo IV di Spagna               |                                     |  |  |       |  |  |                           |  |  |                           |  |
|                                       |                              | Maria Luisa di Borbone-Parma     | Filippo I di Parma                  |  |  |       |  |  |                           |  |  |                           |  |
|                                       |                              | Maria Luisa di Borbone-Parma     | Filippo I di Parma                  |  |  |       |  |  |                           |  |  |                           |  |
|                                       |                              | Maria Luisa di Borbone-Parma     | Luisa Elisabetta di Borbone-Francia |  |  |       |  |  |                           |  |  |                           |  |
| Francesca di Braganza                 |                              | Maria Luisa di Borbone-Parma     |                                     |  |  |       |  |  |                           |  |  |                           |  |
|                                       | Leopoldo II d'Asburgo-Lorena | Francesco I di Lorena            |                                     |  |  |       |  |  |                           |  |  |                           |  |
|                                       | Leopoldo II d'Asburgo-Lorena | Francesco I di Lorena            |                                     |  |  |       |  |  |                           |  |  |                           |  |
|                                       | Leopoldo II d'Asburgo-Lorena | Maria Teresa d'Austria           |                                     |  |  |       |  |  |                           |  |  |                           |  |
| Francesco II d'Asburgo-Lorena         | Leopoldo II d'Asburgo-Lorena |                                  |                                     |  |  |       |  |  |                           |  |  |                           |  |
|                                       |                              | Maria Ludovica di Borbone-Spagna | Carlo III di Spagna                 |  |  |       |  |  |                           |  |  |                           |  |
|                                       |                              | Maria Ludovica di Borbone-Spagna | Carlo III di Spagna                 |  |  |       |  |  |                           |  |  |                           |  |
|                                       |                              | Maria Ludovica di Borbone-Spagna | Maria Amalia di Sassonia            |  |  |       |  |  |                           |  |  |                           |  |
| Maria Leopoldina d'Asburgo-Lorena     |                              | Maria Ludovica di Borbone-Spagna |                                     |  |  |       |  |  |                           |  |  |                           |  |
|                                       |                              | Ferdinando I delle Due Sicilie   | Carlo III di Spagna                 |  |  |       |  |  |                           |  |  |                           |  |
|                                       |                              | Ferdinando I delle Due Sicilie   | Carlo III di Spagna                 |  |  |       |  |  |                           |  |  |                           |  |
|                                       |                              | Ferdinando I delle Due Sicilie   | Maria Amalia di Sassonia            |  |  |       |  |  |                           |  |  |                           |  |
| Maria Teresa di Borbone-Napoli        |                              | Ferdinando I delle Due Sicilie   |                                     |  |  |       |  |  |                           |  |  |                           |  |
|                                       |                              | Maria Carolina d'Asburgo-Lorena  | Francesco I di Lorena               |  |  |       |  |  |                           |  |  |                           |  |
|                                       |                              | Maria Carolina d'Asburgo-Lorena  | Francesco I di Lorena               |  |  |       |  |  |                           |  |  |                           |  |
|                                       |                              | Maria Carolina d'Asburgo-Lorena  | Maria Teresa d'Austria              |  |  |       |  |  |                           |  |  |                           |  |
|                                       |                              | Maria Carolina d'Asburgo-Lorena  |                                     |  |  |       |  |  |                           |  |  |                           |  |